# Riccordia maugaeus
Riccordia maugaeus là một loài chim trong họ Trochilidae.
Đây là loài bản địa Puerto Rico.

## Phân loại
Ban đầu loài này được đặt trong chi Chlorostilbon. Dựa trên một nghiên cứu phát sinh loài phân tử được công bố vào năm 2014 và một ấn phẩm năm 2017, Ủy ban Phân loại Bắc Mỹ của Hiệp hội Điểu học Hoa Kỳ, Ủy ban Điểu học Quốc tế (IOC) và phân loại Clements đã chuyển nó sang chi hồi sinh Riccordia. Tuy nhiên, kể từ năm 2020 BirdLife International của Sổ tay về các loài chim trên thế giới (HBW) đã giữ lại nó trong Chlorostilbon.